# Chad Campbell
Chad Campbell (né le 31 mai 1974 à Andrews, Texas) est un golfeur professionnel américain. Il fit ses études à l'Université du Nevada (Las Vegas) et passa professionnel en 1996. Jusqu'en 2000, il joua sur un circuit de troisième zone, le NGA Hooters Tour, où il gagna treize tournois et fut trois fois le 1er au classement des gains. En 2001, il passa au buy.com Tour (désormais connu sous le nom de Nationwide Tour), où il gagna trois tournois et gagna sa carte pour le PGA Tour. En 2003, il gagna le prestigieux Tour Championship et finit 7e au classement des gains du PGA Tour. Il remporta un second tournoi sur ce circuit en 2004. Il commença très fort l'année 2006 en gagnant le Bob Hope Chrysler Classic et fut furtivement 1er au classement des gains en début de saison.

## Carrière sur lePGA Tour
| Année | Majeurs | Autres victoires | Victoires sur le PGA Tour | Gains ($) | Classement |
| ----- | ------- | ---------------- | ------------------------- | --------- | ---------- |
| 1996  | 0       | 0                | 0                         | 2.050     | N/A        |
| 1998  | 0       | 0                | 0                         | 5.783     | 321        |
| 1999  | 0       | 0                | 0                         | 12.917    | 281        |
| 2001  | 0       | 3                | 0                         | 653.752   | N/A        |
| 2002  | 0       | 0                | 0                         | 825.474   | 81         |
| 2003  | 0       | 0                | 1                         | 3.912.064 | 7          |
| 2004  | 0       | 0                | 1                         | 2.264.985 | 24         |
| 2005  | 0       | 0                | 0                         | 2.391.432 | 20         |

## Résultat dans les tournois majeurs
| Tournoi          | 1999 | 2000 | 2001 | 2002 | 2003 | 2004 | 2005 | 2006 | 2007 | 2008 | 2009 | 2010 | 2011 | 2012 |
| ---------------- | ---- | ---- | ---- | ---- | ---- | ---- | ---- | ---- | ---- | ---- | ---- | ---- | ---- | ---- |
| The Masters      | DNP  | DNP  | DNP  | DNP  | CUT  | CUT  | T17  | T3   | CUT  | DNP  | T2   | T45  | DNP  | DNP  |
| U.S. Open        | CUT  | CUT  | CUT  | DNP  | T35  | CUT  | T42  | CUT  | 57   | T18  | CUT  | DNP  | CUT  | DNP  |
| Open britannique | DNP  | DNP  | DNP  | DNP  | T15  | CUT  | CUT  | 65   | CUT  | DNP  | CUT  | DNP  | 5e   | T72  |
| PGA Championship | DNP  | DNP  | DNP  | CUT  | 2    | T24  | T28  | T24  | T57  | CUT  | T43  | T62  | DNP  | DNP  |

DNP = Ne participe pas.

CUT = Rate le cut.

"T" indique une égalité pour une place.

Fond vert pour les victoires, fond jaune pour un top-10.

## Victoires sur le PGA Tour
PGA Tour
- 2003 The Tour Championship
- 2004 Bay Hill Invitational
- 2006 Bob Hope Chrysler Classic

Autres
- 2001 BUY.COM Richmond Open, BUY.COM Permian Basin Open, BUY.COM Monterey Peninsula Classic (all buy.com Tour)

NGA Hooters Tour
- 2000 Silver Sprins Shores, Emerald Lake GC, Gold Creek Resort, Oak Hills GC, Saddle Creek GC, Cobblestone GC, The Cape, Lost Key GC

5 victoires sur le NGA Hooters Tour avant 2000.

## Tournois par équipes
Professionnel
- Ryder Cup: 2004